# Brunei Challenger
Il Brunei Challenger è stato un torneo professionistico di tennis giocato su campi in cemento. Faceva parte dell'ATP Challenger Series. L'unica edizione si è disputata a Brunei in Brunei.

## Albo d'oro

### Singolare
| Anno | Campione     | Finalista     | Punteggio     |
| ---- | ------------ | ------------- | ------------- |
| 1992 | Louis Gloria | Daniel Nestor | 6–3, 2–6, 6–2 |

### Doppio
| Anno | Campioni                  | Finalisti                 | Punteggio |
| ---- | ------------------------- | ------------------------- | --------- |
| 1992 | Owen Casey Donald Johnson | Filip Dewulf Tom Vanhoudt | 6–2, 6–3  |